# Lady Blackbird
Lady Blackbird, születési neve: Marley Siti Munroe (Farmington, Kalifornia, 1985. január 18. – ) amerikai dzsessz- és soul énekesnő.
| Lady Blackbird                            | Lady Blackbird                            |
| Kattints az alábbi külső linkek egyikére! | Kattints az alábbi külső linkek egyikére! |
| ----------------------------------------- | ----------------------------------------- |
| Nem található szabad kép.(?)              |                                           |
| külső link · jogvédett                    | Lady Blackbird                            |

## Pályafutása
Marley Munroe a soul- és gospeldalok bűvöletében nőtt fel. Kislány korától kezdve énekelt és fellépett szülővárosa, Farmington környékén. Egy keresztény lemezkiadó felfigyelt fel rá, és tizenkétéves korában már le is szerződtette. Felvett számokat a Band Dc Talk együttessel, turnézott TobyMac-kel.
Ahogy idősebb lett, elfordult az egyházi zenétől és az énekes-dalszerző pálya felé indult el. 2013-ban aláírt az Epic Recordsnál, és kiadott néhány kislemezt. Mások számára is írt. Dalszerzőként részt vett Anastacia Resurection című albuma munkálataiban. Az album azonban nem készült el, és ez a lemezszerződés is felbomlott.
Eltelt néhány év, mire a piacon újra felbukkant. Zeneileg határozottan a dzsessz felé orientálódott, de a hatvanas évek black soulzenéjét is felvette repertoárjába. Nina Simone 1966-os, rasszizmus ellenes Blackbird című dalára utalva Lady Blackbird-nek nevezte el magát. 2020-ban fel is vette a dalt, ami 2021 végén jelent meg, és a sajtó nagyon melegen fogadta. Különösen Nyugat-Európában volt sikeres, ahol 2022 elején több országban is felkerült a slágerlistákra.

## Albumok
- Self-Inflicted Voodoo (középlemez, 2021)
- Black Acid Soul (2021)
- Black Acid Soul − Deluxe Edition (2022)

### Dalok
- Boomerang (2013)
- Can’t Stand It (2020)
- Blackbird (2020)
- Beware the Stranger (2020)
- Collage (2020)

## Fordítás
- Ez a szócikk részben vagy egészben  a   Lady Blackbird című német Wikipédia-szócikk ezen változatának fordításán alapul.  Az eredeti cikk szerkesztőit annak laptörténete sorolja fel. Ez a jelzés csupán a megfogalmazás eredetét és a szerzői jogokat jelzi, nem szolgál a cikkben szereplő információk forrásmegjelöléseként.